# Alla Korot
Alla Korot (Oekraïens: Алла Корот) (Odessa, 1 november 1970) is een Oekraïense/Amerikaanse actrice.

## Biografie
Korot emigreerde met haar familie in 1977 van Oekraïne naar Amerika en groeide op in San Francisco. Voordat zij begon met acteren toerde zij voor zes jaar met haar familie als balletgezelschap door Amerika. Na het toeren vestigde haar familie in Californië, hier won Korot in 1987 de titel California Miss T.E.E.N.. In 1990 verhuisde zij naar New York voor haar acteercarrière.

## Filmografie

### Films
- 2022 Our Almost Completely True Story - als Olga
- 2017 The Intruders - als Annie Foster
- 2015 I Spit on Your Grave 3: Vengeance Is Mine - als moeder van Cassie
- 2007 Fracture – als Russische tolk
- 2006 Domestic Import – als Sophia Petrenko
- 2006  Jane Doe: Yes, I Remember It Well – als Ursula Voss
- 2005 Gone But Not Forgotten – als Lisa Darius
- 2001 Free – als intimiderende vrouw
- 1996 The Colony – als Jessica James
- 1991 Night of the Cyclone – als Angelique

### Televisieseries
Uitgezonderd eenmalige gastrollen.
- 2017 Grimm - als Dasha Karpushin - 3 afl.
- 2016 Days of our Lives - als Janet Bernard - 2 afl.
- 2015 Castle - als medewerker stomerij - 2 afl.
- 2007 General Hospital: Night Shift – als Stacy Sloan – 5 afl.
- 2002 The District – als Erin Vratalov – 5 afl.
- 1997-1998 All My Children – als Dr. Allison Doyle Martin – 33 afl.
- 1991-1992 Another World – als Jenna Norris – 22 afl.
- 1990 Parker Lewis Can't Lose – als Mary Lou Conner – 2 afl.

- International Standard Name Identifier: 0000 0003 5658 479X
- Library of Congress Control Number: n2011080428
- Virtual International Authority File: 190466041
- WorldCat: E39PBJvMxYgB8PChWdH3vYPxXd